# Tumbledown Cliffs
Die Tumbledown Cliffs (englisch für Baufällige Kliffs) sind markante und rund 360 m hohe Felsenkliffs an der Westküste der westantarktischen James-Ross-Insel. Sie ragen 5 km nördlich des Kap Obelisk auf.
Wahrscheinlich entdeckte sie 1903 Otto Nordenskjöld bei der Schwedischen Antarktisexpedition (1901–1903). Das UK Antarctic Place-Names Committee benannte sie am 4. September 1957 nach dem Felsgeröll am Fuß der Kliffs.